# تشیستا (ناحیه سویتاوی)
تشیستا (به چکی: Čistá) یک منطقهٔ مسکونی در جمهوری چک است که در ناحیه سویتاوی واقع شده‌است. تشیستا ۲۵٫۲ کیلومتر مربع مساحت و ۹۶۷ نفر جمعیت دارد و ۳۸۵ متر بالاتر از سطح دریا واقع شده‌است.